# Volley Ball Club Riom Auvergne
Volley Ball Club Riom Auvergne  - żeński klub piłki siatkowej z Francji. Swoją siedzibę miał w Riom. Został założony w 1984, a rozwiązany w 2006. Obecnie istnieje Riom Volley-Ball.

## Sukcesy
- Mistrzostwa Francji:
  -  1992/1993, 1993/1994, 1996/1997
  -  1990/1991, 1991/1992, 1994/1995, 1995/1996
  -  2003/2004
- Puchar Francji:
  -  1990/1991, 1994/1995
  -  1991/1992, 1992/1993, 1995/1996, 1996/1997, 1997/1998